# Gibet de Montfaucon

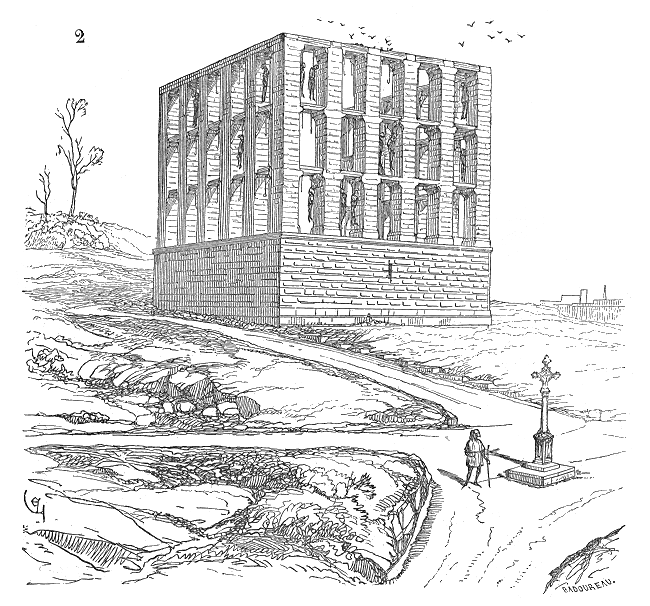
Der Gibet de Montfaucon (Viollet-le-Duc)

Der Gibet de Montfaucon (französisch für „Galgen von Falkenberg“) war der wichtigste Galgen der Könige von Frankreich. Er stand am Fuße der Anhöhe Butte de Chaumont nordöstlich des mittelalterlichen Paris nahe der Straße nach Meaux (der sogenannten route d'Allemagne).
Der Galgen war denjenigen Delinquenten vorbehalten, die wegen Verbrechen gegen den König und den Staat verurteilt waren. Einfache Kriminelle wurden am nahegelegenen Gibet de Montigny gehängt.

## Geschichte

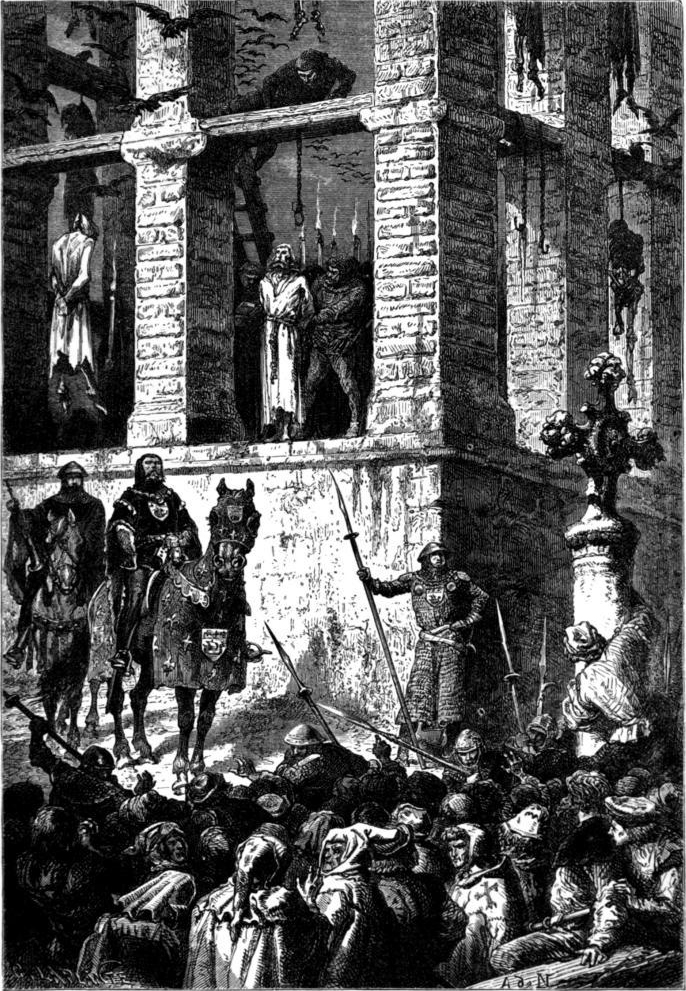
Exekution de Marignys, Stich von 1883

Der Name Faucon geht wahrscheinlich auf eine Familie Fulco oder Faucon (deutsch: Falke) zurück, die im 12. Jahrhundert Eigentümerin des dortigen Landes war. 1189 verkaufte ein Robert Faucon ein Stück des Landes an die enclos Saint-Lazare.
Ein Galgen an der Stelle wurde erstmals urkundlich im September 1233 erwähnt. 1274 schrieb der Dichter Adenès von Gehängten in Montfaucon.
Die Errichtung des großen Gibet de Monfaucon wird Enguerrand de Marigny (geb. um 1260) zugeschrieben. Er war Berater des Königs Philipp dem Schönen. De Marigny selbst wurde 1315 verurteilt und in Montfaucon gehängt.
Der Galgen, auch bezeichnet als grande Justice de Paris, erhob sich auf einem gemauerten Steinsockel. Der quaderförmige Sockel war zwei bis drei Toise hoch (etwa vier bis fünf Meter). Hinter einer verschließbaren Pforte führte eine Steintreppe auf die sechs bis sieben Toise lange und fünf bis sechs Toise breite Plattform (etwa zwölf auf zehn Meter). Darauf standen 16 dicke, quadratische Pfeiler, 32 oder 33 Fuß hoch (rund zehn Meter), die mit hölzernen Querbalken verbunden waren. In der Mitte des Sockels war ein Keller gebaut, in dem die Gebeine der Gehängten entsorgt wurden.
Zwischen 1440 und 1460 wurden zahlreiche Frauen auf dem Galgenberg lebendig begraben. Mitte des 16. Jahrhunderts, unter König Karl IX., hingen bis zu 80 Exekutierte gleichzeitig im Gibet.
Nachdem 1607 etwas südlich von Montfaucon das Krankenhaus Hôpital Saint-Louis eröffnet hatte, wurde die Zahl der Exekutionen geringer. Die letzte Hinrichtung wurde 1629 ausgeführt, danach verwahrloste der Galgen.
1761 wurde der Galgen um etwa fünfhundert Meter nach Nordosten versetzt zwischen die Gemeinden Belleville und La Villette (nahe dem heutigen Marché Secrétan). Er stand dort, ungenutzt, als Symbol der justice royale bis zu seiner Zerstörung während der  Französischen Revolution.

### Relikte

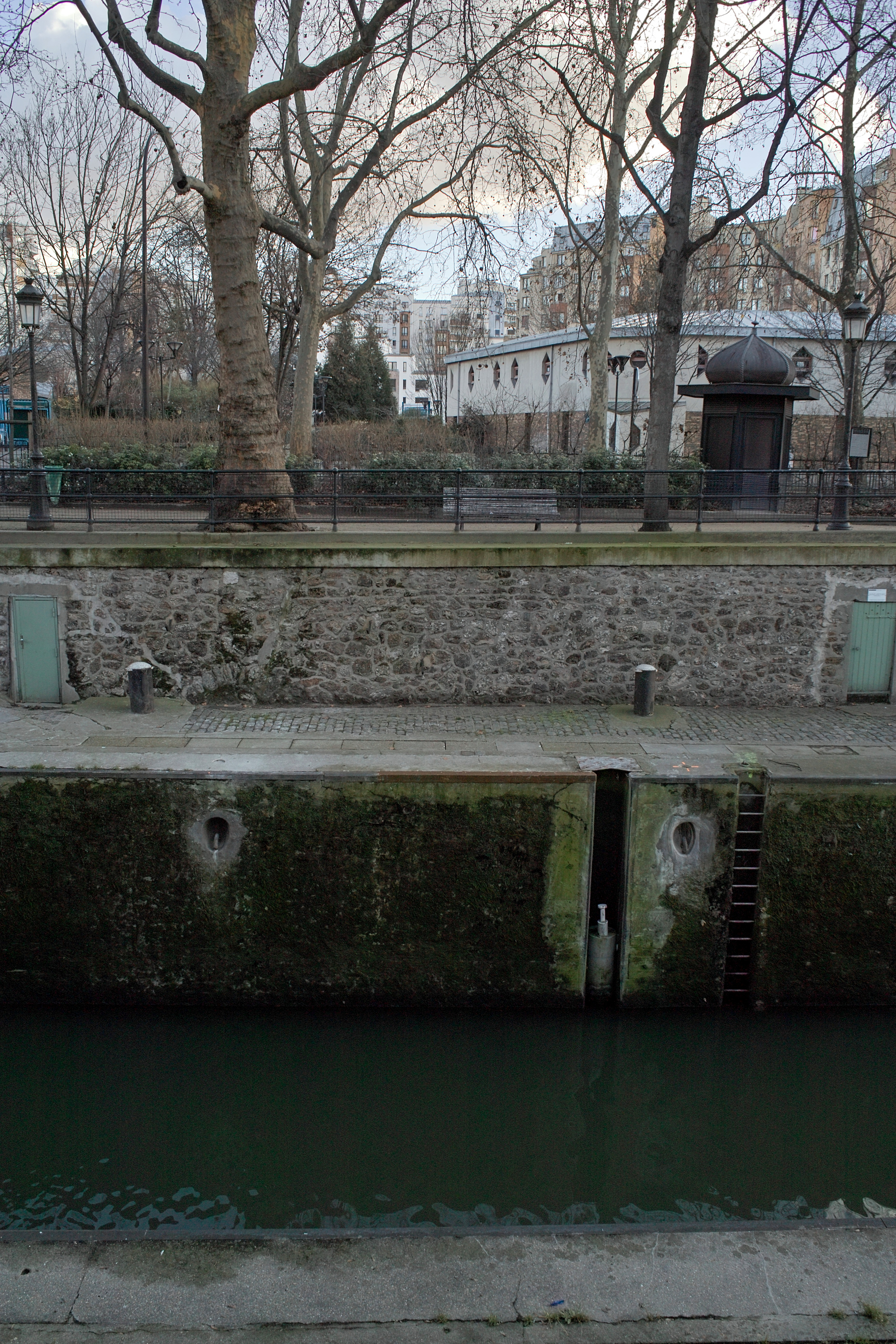
Brüstung der Écluse des Morts. Im Hintergrund die weißen Hochhäuser der rue de la Grange-aux-Belles. 2012.

1823 sollen Steine des Galgens beim Bau des nahegelegenen Canal Saint-Martin für Brüstungen verwandt worden sein. Eine der Schleusen des Kanals wurde „Schleuse der Toten“ (Écluse des Morts) benannt.
Überreste des Galgens wurden 1954 beim Bau einer Garage gefunden. Im 10. Arrondissement, rue de la Grange-aux-Belles Nummer 53, nahe der Place du Colonel Fabien, gruben Bauarbeiter alte Pfeiler, Pflastersteine sowie die Gebeine einer Frau aus.
1978 wurde ein großer Wohnblock auf dem Gelände errichtet. Die offizielle Gedenktafel in der rue de la Grange-aux-Belles Ecke rue des Écluses Saint-Martin nennt die Place Robert Desnos, zwischen Wohnblock und Kanal, als Standort des alten Gibet.

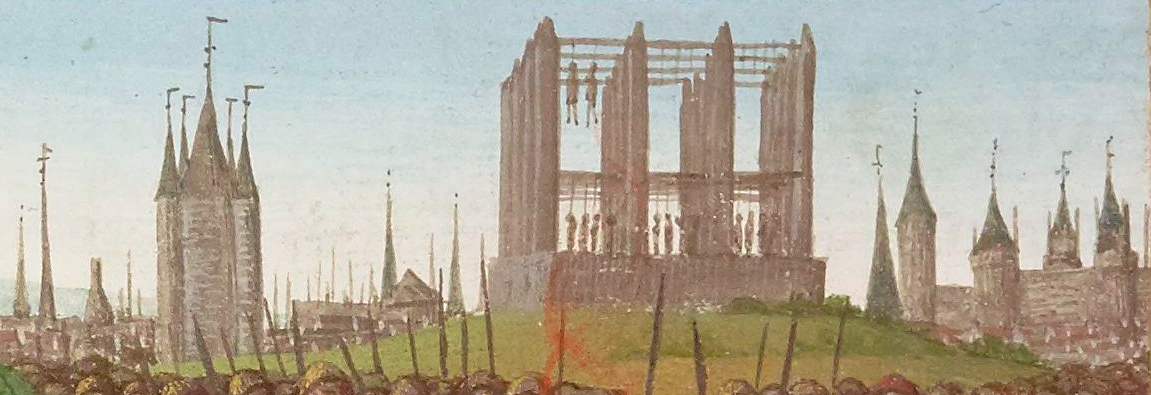
Detail aus Grandes Chroniques de France von Jean Fouquet, ca. 1460
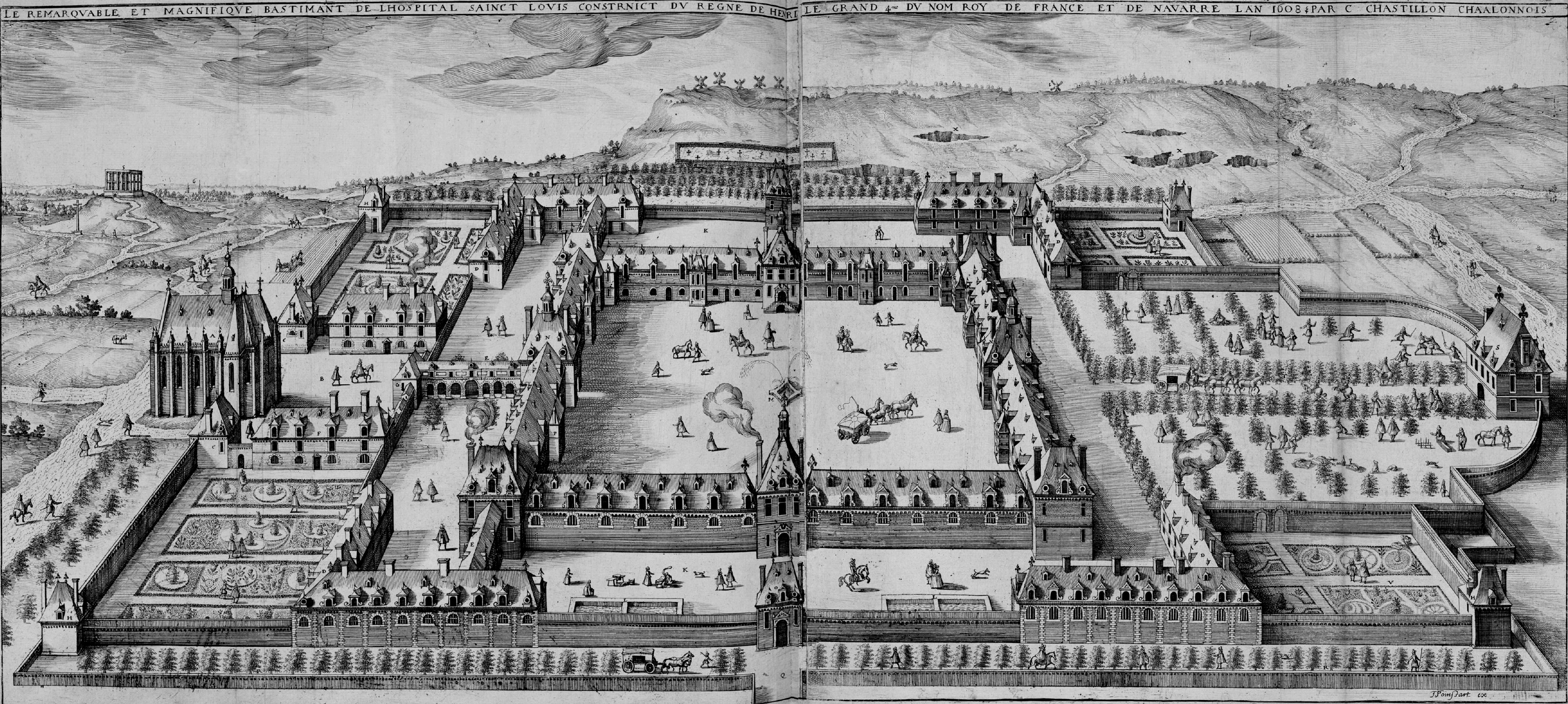
Standort nördlich des Hôpital Saint-Louis, 1608
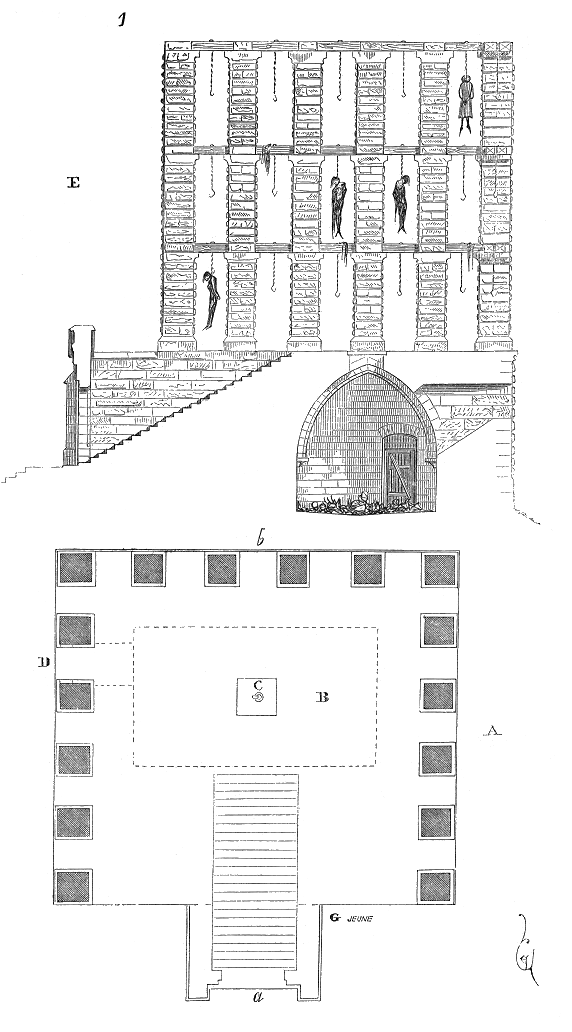
Schnitt und Grundriss von Viollet-le-Duc, 1856
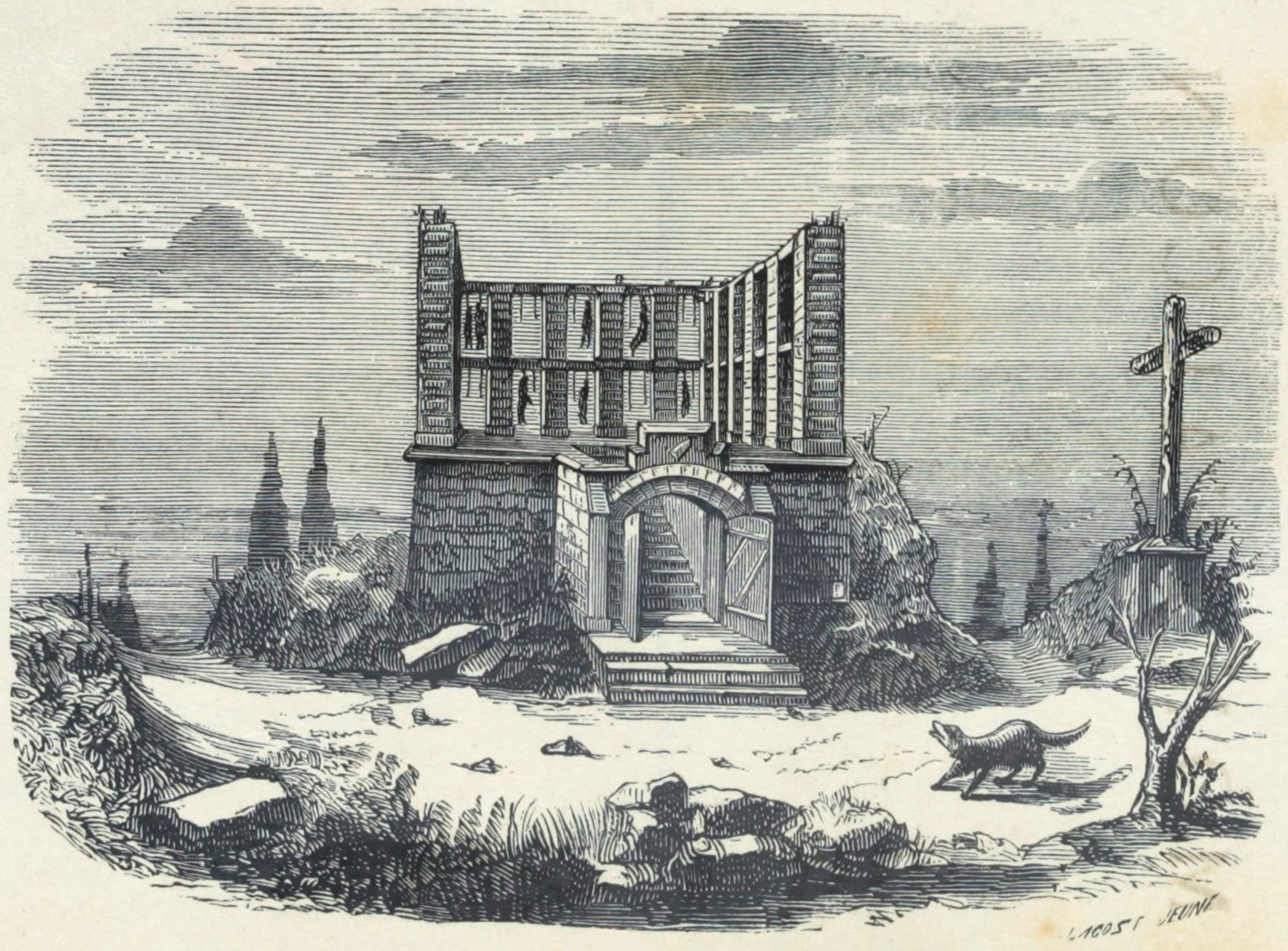
Rückansicht von Maillard, 1863

## Berühmte Hingerichtete
- 1278, 30. Juni: Pierre de la Brosse, Favorit und Kämmerer Philipps III.
- 1315, 30. April: Enguerrand de Marigny, Schatzmeister Philipps IV.
- 1322: Gérard de la Guette, Schatzmeister Ludwigs X.
- 1323, 22. Mai: Jourdain de l'Isle, gentilhomme; angeheirateter Neffe von Papst Johannes XXII.
- 1328: Pierre de Rémy, Schatzmeister Karls IV.
- 1378: Jacques de Rue, Kammerherr Karls II. von Navarra.
- 1378: Pierre du Tertre, Sekretär Karls II. von Navarra.
- 1409, 17. Oktober: Jean de Montaigu, Surintendant des Finances Karls VI.
- 1484, 21. Mai: Olivier le Daim, Vertrauter Louis XI
- 1527, 12. August: Jacques de Beaune, Baron de Semblançay, surintendant des Finances Franz’ I.
- 1572 wurde der Leichnam von Gaspard II. de Coligny, Admiral von Frankreich, der während der Bartholomäusnacht getötet und enthauptet wurde, an den Füßen aufgehängt zur Schau gestellt.

## Weitere Informationen
Unter den Hingerichteten waren fünf französische Finanzminister, von denen vier postum rehabilitiert wurden.